# Cantó de Château-Gontier-Oest
El cantó de Château-Gontier-Oest és un cantó francès del departament del Mayenne, situat al districte de Château-Gontier. Té 8 municipis i el cap és Château-Gontier.

## Municipis
- Ampoigné
- Château-Gontier (part)
- Chemazé
- Houssay
- Laigné
- Loigné-sur-Mayenne
- Marigné-Peuton
- Origné
- Saint-Sulpice

## Història
| Data d'elecció                           | Identitat       | Partit                      | Qualitat |
| ---------------------------------------- | --------------- | --------------------------- | -------- |
| 1945-1976                                | Georges Lefèvre | Divers droite               |          |
| 1976-                                    | Jean Arthuis    | CD, després UDF, després AC |          |
| les dades anteriors no són pas conegudes |                 |                             |          |
|                                          |                 |                             |          |